# (5007) Keay
(5007) Keay (1990 UH2) – planetoida z pasa głównego asteroid okrążająca Słońce w ciągu 4,39 lat w średniej odległości 2,68 j.a. Odkryta 20 października 1990 roku.